# Zbigniew Iwasiewicz
Zbigniew Iwasiewicz (ur. 18 października 1908 w Warszawie, zm. 8 lipca 1986 tamże) – polski łyżwiarz figurowy i działacz łyżwiarski.

## Życiorys
W okresie międzywojennym uprawiał łyżwiarstwo figurowe, jeździł indywidualnie oraz w parze ze swoją żoną Jadwigą. W latach 1931–1933 został trzykrotnym mistrzem Polski w jeździe solowej. Był pierwszym prezesem Polskiego Związku Łyżwiarstwa Figurowego i jego działaczem.
Zmobilizowany we wrześniu 1939 roku znalazł się na wschodnich terenach Polski, a po ich zajęciu przez Armię Czerwoną, w przebraniu kolejarza przedostał się do Warszawy.
Podczas okupacji aresztowani wraz z żoną przez gestapo, uciekli z ciężarówki wiozącej ich do obozu koncentracyjnego. Po wojnie przez pewien czas mieszkał w Gdyni, a po powrocie do Warszawy pracował w handlu zagranicznym, m.in. w Polimexie i Polservisie oraz w Zachodniej Agencji Prasowej. Znał doskonale trzy języki: angielski, francuski i niemiecki. Jest redaktorem publikacji „Polskie ziemie zachodnie i północne: zagadnienia morskie”, Zachodnia Agencja Prasowa, 1959 (wydanej również w języku rosyjskim, francuskim, niemieckim i angielskim).

### Życie prywatne
Syn Jana (dyrektora Towarzystwa Przemysłowo-Handlowego „Globus” oraz dyrektora Związku Cukrowni) i Franciszki z d. Donderkiewicz. Miał wykształcenie wyższe ekonomiczne. Ukończył także podchorążówkę.

I żona: Jadwiga Cukiert (28 października 1912 – 21 października 1961) – również uprawiała łyżwiarstwo figurowe, a w latach 30. XX w. była Mistrzynią Warszawy

II żona: Hanna Jastrzębiec-Kozłowska (?-2007)

Pochowany wraz z pierwszą żoną na cmentarzu Powązkowskim w Warszawie, kw. H-1-7/8.